# Benjamin Pavard
Benjamin Jacques Marcel Pavard (Maubeuge, 28 marzo 1996) è un calciatore francese, difensore dell'Inter e della nazionale francese, con cui è diventato campione del mondo nel 2018, vicecampione del mondo nel 2022 e ha vinto la UEFA Nations League 2020-2021.
Cresciuto nel Lilla, a livello di club ha vinto un campionato tedesco di seconda divisione (2016-2017) con lo Stoccarda e quattro campionati tedeschi (dal 2019-2020 al 2022-2023), una Coppa di Germania (2019-2020) e tre Supercoppe di Germania (dal 2020 al 2022) con il Bayern Monaco. Sempre con i bavaresi ha conquistato la UEFA Champions League 2019-2020, la Supercoppa UEFA 2020 e la Coppa del mondo per club FIFA 2020. Nel 2023 si è trasferito all'Inter, con cui ha vinto una Supercoppa italiana (2023) e un campionato italiano (2023-2024).
Con la nazionale francese, con cui ha debuttato nel 2017, ha partecipato a due campionati mondiali (2018 e 2022), un campionato europeo (2020) e una fase finale della UEFA Nations League (2021).

## Caratteristiche tecniche
È un terzino destro che può giocare anche da difensore centrale, ruolo quest'ultimo che ricopre stabilmente in nazionale; all'occorrenza, può agire anche come mediano grazie alla grande visione di gioco che gli permette di impostare l'azione. Possiede una buona resistenza e forza fisica, associata all'ottimo senso di posizione, dimostrandosi abile anche in marcatura. Negli anni ha dimostrato una grande qualità nel tiro dalla distanza.

## Carriera

### Club

#### Gli inizi, Lilla
Cresciuto nel settore giovanile del Lilla, nella stagione 2014-2015 colleziona 15 presenze con la seconda squadra del club nella quarta serie del campionato francese. Nella stessa stagione fa anche l'esordio con la prima squadra in Ligue 1, raccogliendo 8 presenze totali. L'anno dopo gioca in quinta serie con la seconda squadra e con la prima squadra in Ligue 1, collezionando 13 presenze nella massima serie.

#### Stoccarda
Il 30 agosto 2016 lascia la squadra francese per accasarsi in Germania allo Stoccarda, appena retrocesso in Zweite Liga. Alla fine dell'anno raccoglie 21 presenze e realizza una rete, conquistando il campionato e la conseguente promozione in Bundesliga. Nella stagione successiva gioca 34 partite e segna un gol, fornendo un notevole contributo per portare i biancorossi al settimo posto in campionato. L'anno dopo colleziona 29 presenze in campionato più due nello spareggio per la permanenza in Bundesliga con l'Union Berlino, che condanna i biancorossi alla retrocessione.

#### Bayern Monaco

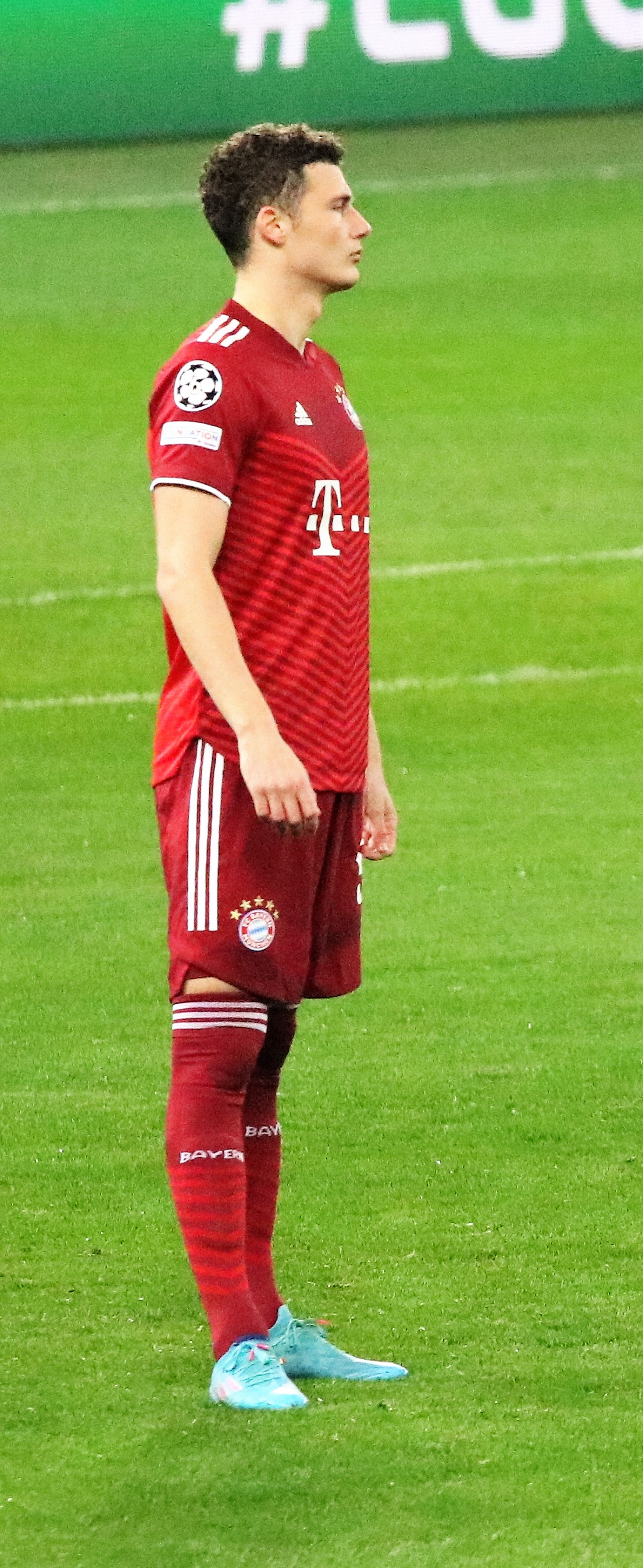
Pavard con il nel 2022

Nella stagione successiva resta comunque in Bundesliga, visto che già il 9 gennaio 2019 il Bayern Monaco ne aveva ufficializzato l'acquisto grazie al pagamento della clausola rescissoria da 35 milioni di euro. Nella prima stagione in Baviera, in cui gioca 47 partite tra tutte le competizioni e segna 4 reti, centra il treble, vincendo campionato, Coppa di Germania e Champions League. Nella seconda completa il primo sextuple della storia del club e il secondo del calcio europeo, vincendo la Supercoppa UEFA, la Supercoppa di Germania e la Coppa del mondo per club. In quest'ultima competizione è proprio Pavard a realizzare il gol decisivo che consente al Bayern Monaco di battere il Tigres UANL per 1-0 e conquistare il trofeo. Al termine dell'annata, in cui vince di nuovo il campionato, raccoglie 36 presenze totali.
Nella terza stagione in Baviera colleziona ancora 36 presenze tra tutte le competizioni e vince per la terza volta il campionato. La quarta stagione, che si apre con la conquista della Supercoppa di Germania, è la più prolifica, con 7 reti in 43 presenze complessive. L'11 marzo 2023 realizza anche la prima doppietta della sua carriera, in una partita di Bundesliga contro l'Augsburg. Al termine dell'annata mette in bacheca il quarto campionato tedesco consecutivo.
La stagione 2023-2024 si apre con la sconfitta in Supercoppa di Germania. È anche la sua ultima presenza con il Bayern Monaco, che lascia dopo aver collezionato 163 presenze e 12 reti in tutte le competizioni e aver vinto undici trofei.

#### Inter
Il 30 agosto 2023 passa all'Inter a titolo definitivo. Il 20 settembre successivo fa il suo esordio con la maglia nerazzurra, giocando da titolare nella partita di UEFA Champions League contro la Real Sociedad, terminata 1-1. Quattro giorni dopo debutta anche in Serie A, in occasione della partita vinta per 1-0 contro l'Empoli in trasferta. Il 22 gennaio 2024 conquista la Supercoppa italiana, il suo primo trofeo in nerazzurro, nella quale si mette in mostra fornendo l'assist per il gol vittoria di Lautaro Martinez nella finale contro il Napoli. Il 22 aprile seguente conquista il suo primo scudetto con l'Inter, grazie alla vittoria per 2-1 nel derby di Milano.
Il primo gol con i nerazzurri arriva nella stagione successiva, nel pareggio per 2-2 nella gara di ritorno dei quarti di finale di Champions League contro il Bayern Monaco.

### Nazionale

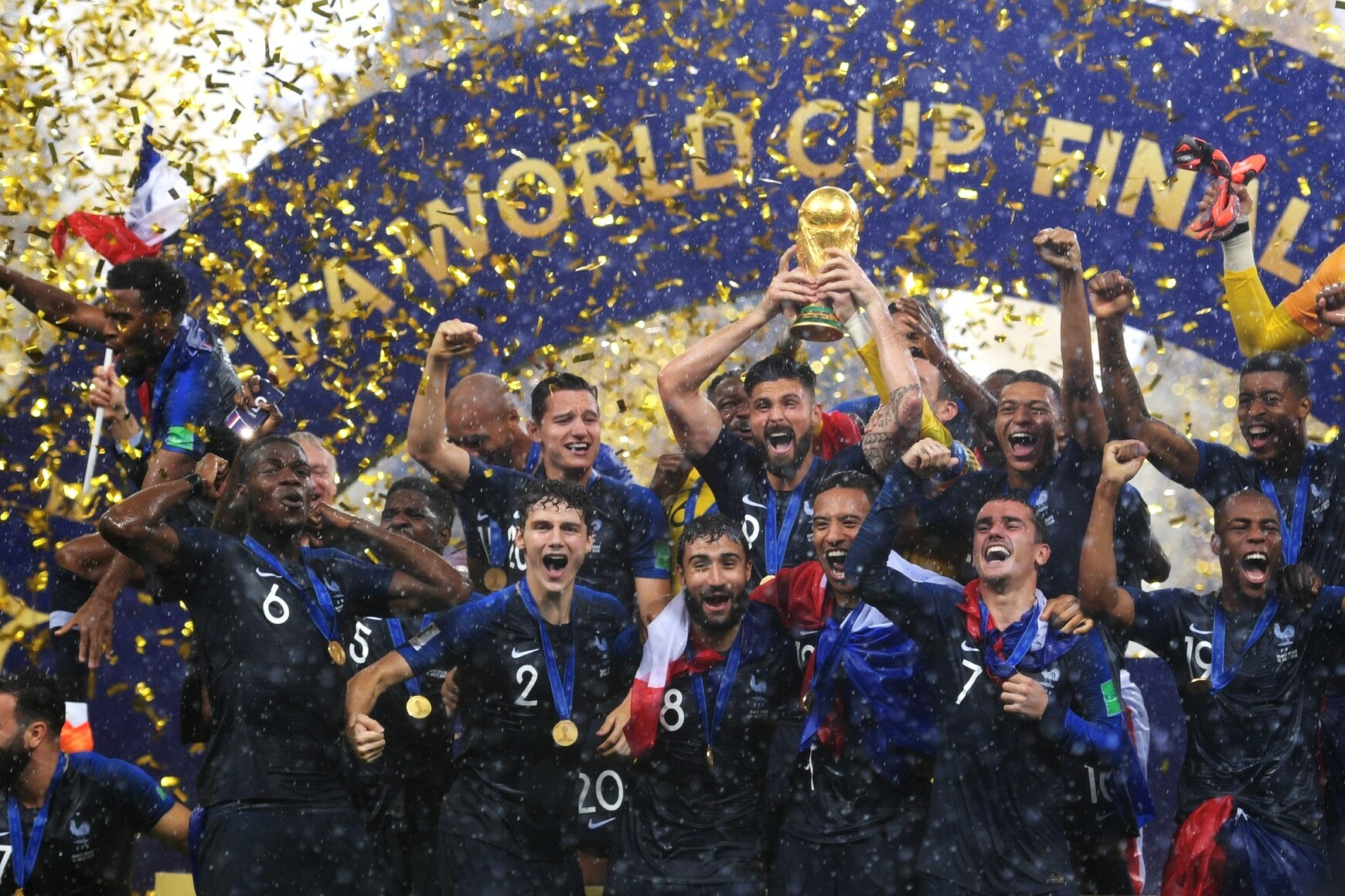
Pavard (n. 2) festeggia la vittoria del Mondiale 2018

Il 6 novembre 2017, Pavard è stato convocato dal commissario tecnico della Francia Didier Deschamps per le partite amichevoli contro il Galles e la Germania. Ha debuttato contro il Galles il 10 novembre in una vittoria per 2-0 allo Stade de France, giocando da titolare.

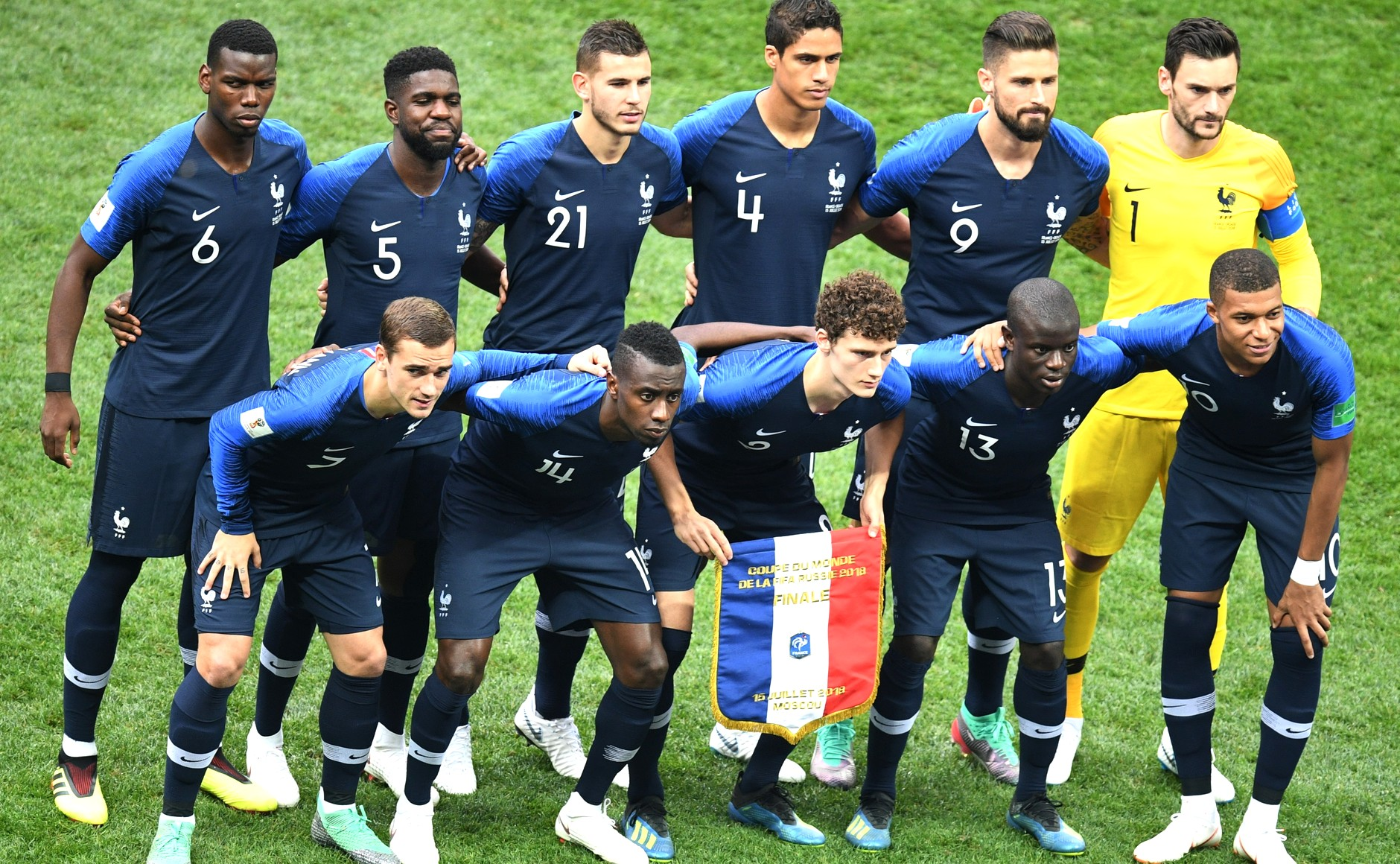
Pavard (n. 2) con la prima della vittoriosa finale del Mondiale 2018 contro la

Il 17 maggio 2018 è stato convocato nella rosa dei 23 giocatori della Francia per il Mondiale 2018 in Russia. Il 16 giugno ha fatto il suo esordio in una Coppa del Mondo nella vittoria per 2-1 contro l'Australia. Il 30 giugno ha segnato il suo primo gol in nazionale, un tiro al volo da fuori area, nella vittoria per 4-3 contro l'Argentina negli ottavi di finale della Coppa del Mondo. Questa sua rete è stata successivamente votata come gol del torneo e nominata per il FIFA Puskás Award dell'anno. È diventato anche il primo difensore francese a segnare un gol nella Coppa del Mondo dalla rete di Lilian Thuram contro la Croazia nella semifinale del 1998. Il 15 luglio si è laureato campione del mondo grazie alla vittoria 4-2 della compagine francese sulla Croazia, dopo aver giocato tutte le partite della Francia tranne l'ultima partita del girone contro la Danimarca.
All'Europeo 2020, disputato nel 2021, Pavard ha subito un infortunio alla testa nella vittoria per 1-0 della Francia contro la Germania, ma ha continuato a giocare. Ha dichiarato dopo la partita di sentirsi "un po' stordito per 10-15 secondi". Questo sembrava violare il protocollo dell'UEFA secondo cui un giocatore che mostra segni di commozione cerebrale dovrebbe essere sostituito dalla partita, indipendentemente dal fatto che lui o l'allenatore siano d'accordo. Dopo aver analizzato le relazioni dei medici della squadra francese, l'UEFA ha concluso che Pavard non ha mai perso conoscenza ed era giusto che continuasse a giocare.
Successivamente ha partecipato alla fase finale della UEFA Nations League, vinta dalla Francia grazie alla vittoria in finale per 2-1 contro la Spagna.
L'anno seguente è stato convocato per la Mondiale 2022 in Qatar, dove viene impiegato unicamente nella prima partita della fase a gironi, vinta 4-1 contro l'Australia. Conquista la medaglia d'argento in seguito alla sconfitta in finale della Francia, ai calci di rigore, contro l'Argentina.
Nel giugno 2024 viene convocato per l'Europeo 2024 in Germania, dove tuttavia non scende mai in campo.

## Statistiche

### Presenze e reti nei club
Statistiche aggiornate al 17 giugno 2025.
| Stagione             | Squadra              | Campionato           | Campionato | Campionato | Coppe nazionali | Coppe nazionali | Coppe nazionali | Coppe continentali | Coppe continentali | Coppe continentali | Altre coppe | Altre coppe | Altre coppe | Totale | Totale |
| Stagione             | Squadra              | Comp                 | Pres       | Reti       | Comp            | Pres            | Reti            | Comp               | Pres               | Reti               | Comp        | Pres        | Reti        | Pres   | Reti   |
| -------------------- | -------------------- | -------------------- | ---------- | ---------- | --------------- | --------------- | --------------- | ------------------ | ------------------ | ------------------ | ----------- | ----------- | ----------- | ------ | ------ |
| 2014-2015            | Lilla                | L1                   | 8          | 0          | CF+CdL          | 0               | 0               | -                  | -                  | -                  | -           | -           | -           | 8      | 0      |
| 2015-2016            | Lilla                | L1                   | 13         | 0          | CF+CdL          | 1+3             | 0               | -                  | -                  | -                  | -           | -           | -           | 17     | 0      |
| Totale Lilla         | Totale Lilla         | Totale Lilla         | 21         | 0          |                 | 4               | 0               |                    | -                  | -                  |             | -           | -           | 25     | 0      |
| 2016-2017            | Stoccarda            | 2. BL                | 21         | 1          | CG              | -               | -               | -                  | -                  | -                  | -           | -           | -           | 21     | 1      |
| 2017-2018            | Stoccarda            | BL                   | 34         | 1          | CG              | 2               | 0               | -                  | -                  | -                  | -           | -           | -           | 36     | 1      |
| 2018-2019            | Stoccarda            | BL                   | 29+2       | 0          | CG              | 0               | 0               | -                  | -                  | -                  | -           | -           | -           | 31     | 0      |
| Totale Stoccarda     | Totale Stoccarda     | Totale Stoccarda     | 86         | 2          |                 | 2               | 0               |                    | -                  | -                  |             | -           | -           | 88     | 2      |
| 2019-2020            | Bayern Monaco        | BL                   | 32         | 4          | CG              | 6               | 0               | UCL                | 8                  | 0                  | SG          | 1           | 0           | 47     | 4      |
| 2020-2021            | Bayern Monaco        | BL                   | 24         | 0          | CG              | 1               | 0               | UCL                | 7                  | 0                  | SG+SU+Cmc   | 1+1+2       | 0+0+1       | 36     | 1      |
| 2021-2022            | Bayern Monaco        | BL                   | 25         | 0          | CG              | 1               | 0               | UCL                | 10                 | 0                  | SG          | -           | -           | 36     | 0      |
| 2022-2023            | Bayern Monaco        | BL                   | 30         | 4          | CG              | 3               | 0               | UCL                | 9                  | 2                  | SG          | 1           | 1           | 43     | 7      |
| lug.-ago. 2023       | Bayern Monaco        | BL                   | 0          | 0          | CG              | 0               | 0               | UCL                | 0                  | 0                  | SG          | 1           | 0           | 1      | 0      |
| Totale Bayern Monaco | Totale Bayern Monaco | Totale Bayern Monaco | 111        | 8          |                 | 11              | 0               |                    | 34                 | 2                  |             | 7           | 2           | 163    | 12     |
| ago. 2023-2024       | Inter                | A                    | 23         | 0          | CI              | 1               | 0               | UCL                | 5                  | 0                  | SI          | 2           | 0           | 31     | 0      |
| 2024-2025            | Inter                | A                    | 23         | 0          | CI              | 2               | 0               | UCL                | 12                 | 1                  | SI+Cmc      | 0+1         | 0           | 38     | 1      |
| Totale Inter         | Totale Inter         | Totale Inter         | 46         | 0          |                 | 3               | 0               |                    | 17                 | 1                  |             | 3           | 0           | 69     | 1      |
| Totale carriera      | Totale carriera      | Totale carriera      | 264        | 10         |                 | 20              | 0               |                    | 51                 | 3                  |             | 10          | 2           | 345    | 15     |

### Cronologia presenze e reti in nazionale
| Cronologia completa delle presenze e delle reti in nazionale ― Francia | Cronologia completa delle presenze e delle reti in nazionale ― Francia | Cronologia completa delle presenze e delle reti in nazionale ― Francia | Cronologia completa delle presenze e delle reti in nazionale ― Francia | Cronologia completa delle presenze e delle reti in nazionale ― Francia | Cronologia completa delle presenze e delle reti in nazionale ― Francia | Cronologia completa delle presenze e delle reti in nazionale ― Francia | Cronologia completa delle presenze e delle reti in nazionale ― Francia |
| Data                                                                   | Città                                                                  | In casa                                                                | Risultato                                                              | Ospiti                                                                 | Competizione                                                           | Reti                                                                   | Note                                                                   |
| ---------------------------------------------------------------------- | ---------------------------------------------------------------------- | ---------------------------------------------------------------------- | ---------------------------------------------------------------------- | ---------------------------------------------------------------------- | ---------------------------------------------------------------------- | ---------------------------------------------------------------------- | ---------------------------------------------------------------------- |
| 10-11-2017                                                             | Saint-Denis                                                            | Francia                                                                | 2 – 0                                                                  | Galles                                                                 | Amichevole                                                             | -                                                                      | 46’                                                                    |
| 14-11-2017                                                             | Colonia                                                                | Germania                                                               | 2 – 2                                                                  | Francia                                                                | Amichevole                                                             | -                                                                      | 64’                                                                    |
| 27-3-2018                                                              | San Pietroburgo                                                        | Russia                                                                 | 1 – 3                                                                  | Francia                                                                | Amichevole                                                             | -                                                                      |                                                                        |
| 28-5-2018                                                              | Saint-Denis                                                            | Francia                                                                | 2 – 0                                                                  | Irlanda                                                                | Amichevole                                                             | -                                                                      | 83’                                                                    |
| 1-6-2018                                                               | Nizza                                                                  | Francia                                                                | 3 – 1                                                                  | Italia                                                                 | Amichevole                                                             | -                                                                      |                                                                        |
| 9-6-2018                                                               | Lione                                                                  | Francia                                                                | 1 – 1                                                                  | Stati Uniti                                                            | Amichevole                                                             | -                                                                      | 74’                                                                    |
| 16-6-2018                                                              | Kazan'                                                                 | Francia                                                                | 2 – 1                                                                  | Australia                                                              | Mondiali 2018 - 1º turno                                               | -                                                                      |                                                                        |
| 21-6-2018                                                              | Ekaterinburg                                                           | Francia                                                                | 1 – 0                                                                  | Perù                                                                   | Mondiali 2018 - 1º turno                                               | -                                                                      |                                                                        |
| 30-6-2018                                                              | Kazan'                                                                 | Francia                                                                | 4 – 3                                                                  | Argentina                                                              | Mondiali 2018 - Ottavi di finale                                       | 1                                                                      | 73’                                                                    |
| 6-7-2018                                                               | Nižnij Novgorod                                                        | Uruguay                                                                | 0 – 2                                                                  | Francia                                                                | Mondiali 2018 - Quarti di finale                                       | -                                                                      |                                                                        |
| 10-7-2018                                                              | San Pietroburgo                                                        | Francia                                                                | 1 – 0                                                                  | Belgio                                                                 | Mondiali 2018 - Semifinale                                             | -                                                                      |                                                                        |
| 15-7-2018                                                              | Mosca                                                                  | Francia                                                                | 4 – 2                                                                  | Croazia                                                                | Mondiali 2018 - Finale                                                 | -                                                                      |                                                                        |
| 6-9-2018                                                               | Monaco di Baviera                                                      | Germania                                                               | 0 – 0                                                                  | Francia                                                                | UEFA Nations League 2018-2019 - 1º turno                               | -                                                                      |                                                                        |
| 9-9-2018                                                               | Parigi                                                                 | Francia                                                                | 2 – 1                                                                  | Paesi Bassi                                                            | UEFA Nations League 2018-2019 - 1º turno                               | -                                                                      | 80’                                                                    |
| 11-10-2018                                                             | Guingamp                                                               | Francia                                                                | 2 – 2                                                                  | Islanda                                                                | Amichevole                                                             | -                                                                      |                                                                        |
| 16-10-2018                                                             | Saint-Denis                                                            | Francia                                                                | 2 – 1                                                                  | Germania                                                               | UEFA Nations League 2018-2019 - 1º turno                               | -                                                                      |                                                                        |
| 16-11-2018                                                             | Rotterdam                                                              | Paesi Bassi                                                            | 2 – 0                                                                  | Francia                                                                | UEFA Nations League 2018-2019 - 1º turno                               | -                                                                      | 72’                                                                    |
| 20-11-2018                                                             | Saint-Denis                                                            | Francia                                                                | 1 – 0                                                                  | Uruguay                                                                | Amichevole                                                             | -                                                                      |                                                                        |
| 22-3-2019                                                              | Chișinău                                                               | Moldavia                                                               | 1 – 4                                                                  | Francia                                                                | Qual. Euro 2020                                                        | -                                                                      |                                                                        |
| 25-3-2019                                                              | Saint-Denis                                                            | Francia                                                                | 4 – 0                                                                  | Islanda                                                                | Qual. Euro 2020                                                        | -                                                                      |                                                                        |
| 4-6-2019                                                               | Nantes                                                                 | Francia                                                                | 2 – 0                                                                  | Bolivia                                                                | Amichevole                                                             | -                                                                      | 46’                                                                    |
| 8-6-2019                                                               | Konya                                                                  | Turchia                                                                | 2 – 0                                                                  | Francia                                                                | Qual. Euro 2020                                                        | -                                                                      |                                                                        |
| 7-9-2019                                                               | Saint-Denis                                                            | Francia                                                                | 4 – 1                                                                  | Albania                                                                | Qual. Euro 2020                                                        | -                                                                      |                                                                        |
| 11-10-2019                                                             | Reykjavík                                                              | Islanda                                                                | 0 – 1                                                                  | Francia                                                                | Qual. Euro 2020                                                        | -                                                                      | 68’                                                                    |
| 14-10-2019                                                             | Saint-Denis                                                            | Francia                                                                | 1 – 1                                                                  | Turchia                                                                | Qual. Euro 2020                                                        | -                                                                      |                                                                        |
| 14-11-2019                                                             | Saint-Denis                                                            | Francia                                                                | 2 – 1                                                                  | Moldavia                                                               | Qual. Euro 2020                                                        | -                                                                      |                                                                        |
| 17-11-2019                                                             | Tirana                                                                 | Albania                                                                | 0 – 2                                                                  | Francia                                                                | Qual. Euro 2020                                                        | -                                                                      | 88’                                                                    |
| 7-10-2020                                                              | Saint-Denis                                                            | Francia                                                                | 7 – 1                                                                  | Ucraina                                                                | Amichevole                                                             | -                                                                      |                                                                        |
| 11-10-2020                                                             | Saint-Denis                                                            | Francia                                                                | 0 – 0                                                                  | Portogallo                                                             | UEFA Nations League 2020-2021 - 1º turno                               | -                                                                      |                                                                        |
| 14-11-2020                                                             | Lisbona                                                                | Portogallo                                                             | 0 – 1                                                                  | Francia                                                                | UEFA Nations League 2020-2021 - 1º turno                               | -                                                                      |                                                                        |
| 17-11-2020                                                             | Saint-Denis                                                            | Francia                                                                | 4 – 2                                                                  | Svezia                                                                 | UEFA Nations League 2020-2021 - 1º turno                               | 1                                                                      |                                                                        |
| 24-3-2021                                                              | Saint-Denis                                                            | Francia                                                                | 1 – 1                                                                  | Ucraina                                                                | Qual. Mondiali 2022                                                    | -                                                                      | 32’                                                                    |
| 31-3-2021                                                              | Sarajevo                                                               | Bosnia ed Erzegovina                                                   | 0 – 1                                                                  | Francia                                                                | Qual. Mondiali 2022                                                    | -                                                                      |                                                                        |
| 2-6-2021                                                               | Nizza                                                                  | Francia                                                                | 3 – 0                                                                  | Galles                                                                 | Amichevole                                                             | -                                                                      | 46’                                                                    |
| 8-6-2021                                                               | Saint-Denis                                                            | Francia                                                                | 3 – 0                                                                  | Bulgaria                                                               | Amichevole                                                             | -                                                                      |                                                                        |
| 15-6-2021                                                              | Monaco di Baviera                                                      | Francia                                                                | 1 – 0                                                                  | Germania                                                               | Euro 2020 - 1º turno                                                   | -                                                                      |                                                                        |
| 19-6-2021                                                              | Budapest                                                               | Ungheria                                                               | 1 – 1                                                                  | Francia                                                                | Euro 2020 - 1º turno                                                   | -                                                                      | 10’                                                                    |
| 28-6-2021                                                              | Bucarest                                                               | Francia                                                                | 3 – 3 dts (4 – 5 dtr)                                                  | Svizzera                                                               | Euro 2020 - Ottavi di finale                                           | -                                                                      | 91’                                                                    |
| 7-10-2021                                                              | Torino                                                                 | Belgio                                                                 | 2 – 3                                                                  | Francia                                                                | UEFA Nations League 2020-2021 - Semifinale                             | -                                                                      | 90+2’                                                                  |
| 10-10-2021                                                             | Milano                                                                 | Spagna                                                                 | 1 – 2                                                                  | Francia                                                                | UEFA Nations League 2020-2021 - Finale                                 | -                                                                      | 79’                                                                    |
| 13-11-2021                                                             | Parigi                                                                 | Francia                                                                | 8 – 0                                                                  | Kazakistan                                                             | Qual. Mondiali 2022                                                    | -                                                                      | 79’                                                                    |
| 16-11-2021                                                             | Helsinki                                                               | Finlandia                                                              | 0 – 2                                                                  | Francia                                                                | Qual. Mondiali 2022                                                    | -                                                                      | 46’                                                                    |
| 6-6-2022                                                               | Spalato                                                                | Croazia                                                                | 1 – 1                                                                  | Francia                                                                | UEFA Nations League 2022-2023 - 1º turno                               | -                                                                      |                                                                        |
| 10-6-2022                                                              | Vienna                                                                 | Austria                                                                | 1 – 1                                                                  | Francia                                                                | UEFA Nations League 2022-2023 - 1º turno                               | -                                                                      |                                                                        |
| 13-6-2022                                                              | Saint-Denis                                                            | Francia                                                                | 0 – 1                                                                  | Croazia                                                                | UEFA Nations League 2022-2023 - 1º turno                               | -                                                                      | 46’ 62’                                                                |
| 25-9-2022                                                              | Copenaghen                                                             | Danimarca                                                              | 2 – 0                                                                  | Francia                                                                | UEFA Nations League 2022-2023 - 1º turno                               | -                                                                      |                                                                        |
| 22-11-2022                                                             | Al Wakrah                                                              | Francia                                                                | 4 – 1                                                                  | Australia                                                              | Mondiali 2022 - 1º turno                                               | -                                                                      | 89’                                                                    |
| 27-3-2023                                                              | Dublino                                                                | Irlanda                                                                | 0 – 1                                                                  | Francia                                                                | Qual. Euro 2024                                                        | 1                                                                      | 23’ 81’                                                                |
| 16-6-2023                                                              | Faro                                                                   | Gibilterra                                                             | 0 – 3                                                                  | Francia                                                                | Qual. Euro 2024                                                        | -                                                                      |                                                                        |
| 7-9-2023                                                               | Parigi                                                                 | Francia                                                                | 2 – 0                                                                  | Irlanda                                                                | Qual. Euro 2024                                                        | -                                                                      | 89’                                                                    |
| 12-9-2023                                                              | Dortmund                                                               | Germania                                                               | 2 – 1                                                                  | Francia                                                                | Amichevole                                                             | -                                                                      | 65’                                                                    |
| 17-10-2023                                                             | Villeneuve d'Ascq                                                      | Francia                                                                | 4 – 1                                                                  | Scozia                                                                 | Amichevole                                                             | 2                                                                      |                                                                        |
| 23-3-2024                                                              | Lione                                                                  | Francia                                                                | 0 – 2                                                                  | Germania                                                               | Amichevole                                                             | -                                                                      |                                                                        |
| 5-6-2024                                                               | Metz                                                                   | Francia                                                                | 3 – 0                                                                  | Lussemburgo                                                            | Amichevole                                                             | -                                                                      | 64’                                                                    |
| 17-11-2024                                                             | Milano                                                                 | Italia                                                                 | 1 – 3                                                                  | Francia                                                                | UEFA Nations League 2024-2025 - 1º turno                               | -                                                                      | 82’                                                                    |
| Totale                                                                 |                                                                        | Presenze                                                               | 55                                                                     |                                                                        | Reti                                                                   | 5                                                                      |                                                                        |

## Palmarès

### Club

#### Competizioni nazionali
- Campionato tedesco di seconda divisione: 1

Stoccarda: 2016-2017
- Campionato tedesco: 4

Bayern Monaco: 2019-2020, 2020-2021, 2021-2022, 2022-2023
- Coppa di Germania: 1

Bayern Monaco: 2019-2020
- Supercoppa di Germania: 3

Bayern Monaco: 2020, 2021, 2022
- Supercoppa italiana: 1

Inter: 2023
- Campionato italiano: 1

Inter: 2023-2024

#### Competizioni internazionali
- UEFA Champions League: 1

Bayern Monaco: 2019-2020
- Supercoppa UEFA: 1

Bayern Monaco: 2020
- Coppa del mondo per club: 1

Bayern Monaco: 2020

### Nazionale
- Campionato mondiale: 1

Russia 2018
- UEFA Nations League: 1

2020-2021

### Individuale
- All-Star Team del campionato mondiale: 1

Russia 2018